# Cassipourea louisii
Cassipourea louisii là một loài thực vật có hoa trong họ Rhizophoraceae. Loài này được Liben mô tả khoa học đầu tiên năm 1986.